# 梅滕海姆 (莱茵兰-普法尔茨州)
梅滕海姆（德語：Mettenheim，發音：[ˈmɛtn̩haɪm]）是德国莱茵兰-普法尔茨州阿尔蔡-沃尔姆斯县的市镇，面积6.41平方千米，2023年12月31日人口为1,705人。